# اینجا کنار من
اینجا کنار من ترانه‌ای است از خواننده و ترانه‌سرای انگلیسی دایدو.
این ترانه نخستین تک‌آهنگ منتشر شده از نخستین فعالیت او در آلبوم استودیویی فرشته نیستم، می‌باشد. این آهنگ در رابطه با او و دوست پسرش (نه در حال حاضر) باب پیج سروده شده است.